# World Series of Poker 2015
Die World Series of Poker 2015 war die 46. Austragung der Poker-Weltmeisterschaft und fand ab dem 27. Mai 2015 im Rio All-Suite Hotel and Casino in Paradise am Las Vegas Strip statt. Sie endete mit dem Finaltisch des Main Events, der vom 8. bis 10. November 2015 gespielt wurde.

## Turniere

### Struktur
Insgesamt standen 68 Pokerturniere in den Varianten Texas- und Omaha Hold’em, Seven Card Stud, Razz, 2-7 Triple Draw sowie in den gemischten Varianten H.O.R.S.E. und 10-Game auf dem Turnierplan. Erstmals wurde ein Event online ausgespielt. Der Buy-in lag zwischen 565 und 111.111 US-Dollar. Für einen Turniersieg bekamen die Spieler neben dem Preisgeld ein Bracelet. Max Pescatori und Brian Hastings gewannen je zwei Bracelets; Carol Fuchs und Jacquelyn Scott waren als einzige Frauen erfolgreich.

### Turnierplan

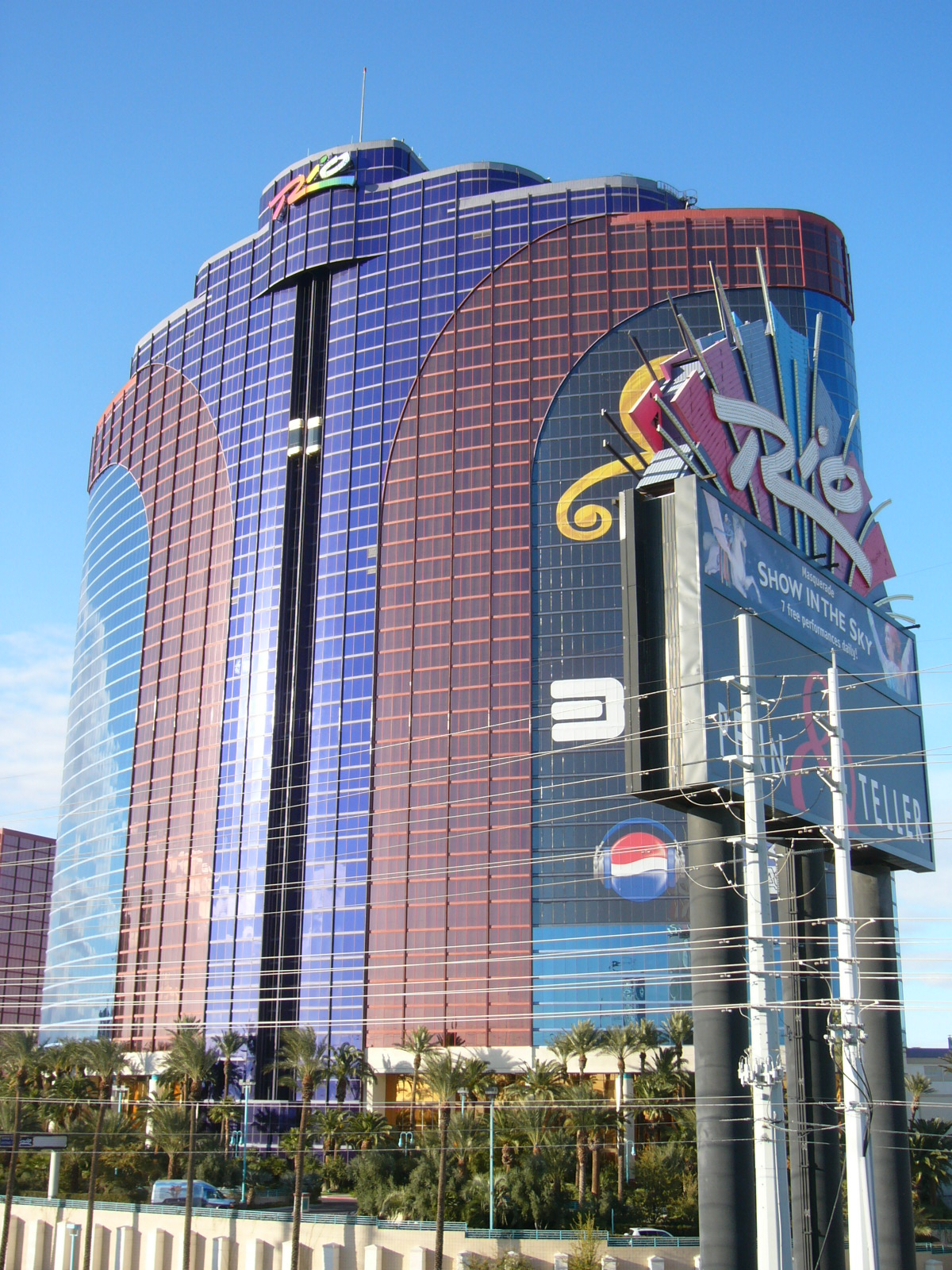
Das Rio All-Suite Hotel and Casino am Las Vegas Strip

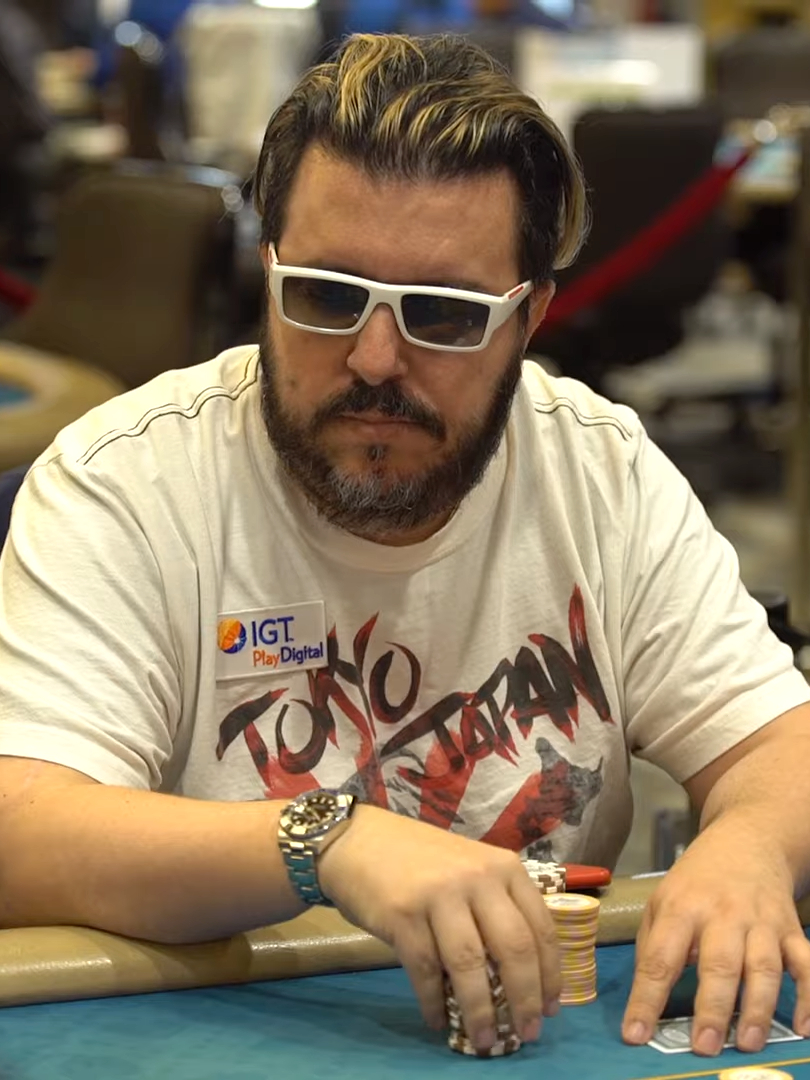
Max Pescatori gewann die Turniere #9 und #41

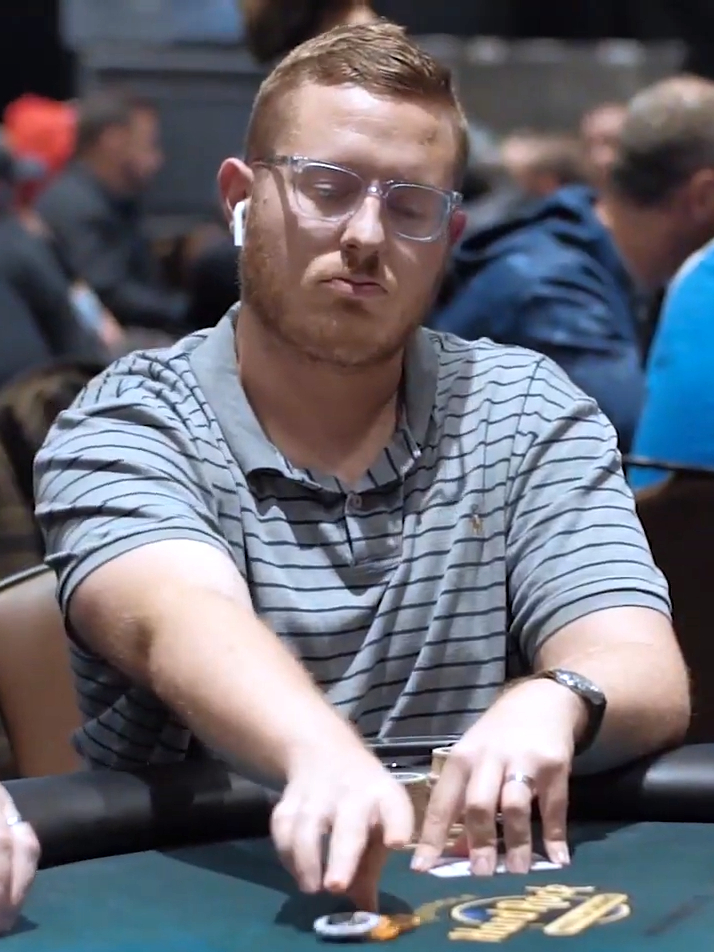
Brian Hastings gewann die Events #27 und #39

Im Falle eines mehrfachen Braceletgewinners gibt die Zahl hinter dem Spielernamen an, das wievielte Bracelet in diesem Turnier gewonnen wurde.
| #  | Buy-in (in $) | Turnier                                        | Turnierbeginn | Teilnehmer | Sieger               | Herkunft               | Preisgeld (in $) |
| -- | ------------- | ---------------------------------------------- | ------------- | ---------- | -------------------- | ---------------------- | ---------------- |
| 1  | 000.565       | Casino Employees No Limit Hold’em              | 27. Mai 2015  | 00.688     | Brandon Barnette     | Vereinigte Staaten     | 0.075.704        |
| 2  | 005.000       | No-Limit Hold’em                               | 27. Mai 2015  | 00.422     | Michael Wang         | Vereinigte Staaten     | 0.466.120        |
| 3  | 001.500       | Omaha Hi-Lo 8 or Better                        | 28. Mai 2015  | 00.918     | Robert Mizrachi (3)  | Vereinigte Staaten     | 0.251.022        |
| 4  | 003.000       | No-Limit Hold’em Shootout                      | 28. Mai 2015  | 00.308     | Nick Petrangelo      | Vereinigte Staaten     | 0.201.812        |
| 5  | 000.565       | The Colossus No-Limit Hold’em                  | 29. Mai 2015  | 22.374     | Cord Garcia          | Vereinigte Staaten     | 0.638.880        |
| 6  | 001.000       | Hyper Hold’em                                  | 31. Mai 2015  | 01.436     | John Reading         | Vereinigte Staaten     | 0.252.068        |
| 7  | 010.000       | Limit 2-7 Triple Draw Lowball Championship     | 31. Mai 2015  | 00.109     | Tuan Le (2)          | Vereinigte Staaten     | 0.322.756        |
| 8  | 001.500       | Pot-Limit Hold’em                              | 1. Juni 2015  | 00.639     | Paul Michaelis       | Deutschland            | 0.189.818        |
| 9  | 001.500       | Razz                                           | 1. Juni 2015  | 00.462     | Max Pescatori (3)    | Italien                | 0.155.947        |
| 10 | 010.000       | Heads Up No-Limit Hold’em Championship         | 2. Juni 2015  | 00.128     | Keith Lehr (2)       | Vereinigte Staaten     | 0.334.430        |
| 11 | 001.500       | Limit Hold’em                                  | 2. Juni 2015  | 00.660     | William Kakon        | Vereinigte Staaten     | 0.196.055        |
| 12 | 001.500       | No-Limit Hold’em 6-Handed                      | 3. Juni 2015  | 01.651     | Idan Raviv           | Israel                 | 0.457.007        |
| 13 | 002.500       | Omaha/Seven Card Stud Hi-Lo 8 or Better        | 3. Juni 2015  | 00.474     | Konstantin Maslak    | Russland               | 0.269.612        |
| 14 | 001.500       | No-Limit Hold’em Shootout                      | 4. Juni 2015  | 01.000     | Barry Hutter         | Vereinigte Staaten     | 0.283.546        |
| 15 | 010.000       | Pot-Limit Hold’em Championship                 | 4. Juni 2015  | 00.128     | Shaun Deeb           | Vereinigte Staaten     | 0.318.857        |
| 16 | 001.500       | Millionaire Maker No-Limit Hold’em             | 5. Juni 2015  | 07.275     | Adrian Buckley       | Vereinigte Staaten     | 1.277.193        |
| 17 | 010.000       | Razz Championship                              | 6. Juni 2015  | 00.103     | Phil Hellmuth (14)   | Vereinigte Staaten     | 0.271.105        |
| 18 | 001.000       | Turbo No-Limit Hold’em                         | 7. Juni 2015  | 01.791     | John Gale (2)        | Vereinigtes Konigreich | 0.298.290        |
| 19 | 003.000       | Limit Hold’em 6-Handed                         | 7. Juni 2015  | 00.319     | Matthew Elsby        | Vereinigte Staaten     | 0.230.799        |
| 20 | 001.500       | No-Limit Hold’em                               | 8. Juni 2015  | 01.844     | Benjamin Zamani      | Vereinigte Staaten     | 0.460.640        |
| 21 | 010.000       | Omaha Hi-Lo 8 or Better Championship           | 8. Juni 2015  | 00.157     | Daniel Alaei (5)     | Vereinigte Staaten     | 0.391.097        |
| 22 | 001.000       | No-Limit Hold’em                               | 9. Juni 2015  | 01.915     | Sam Greenwood        | Kanada                 | 0.318.977        |
| 23 | 001.500       | No-Limit 2-7 Draw Lowball                      | 9. Juni 2015  | 00.219     | Christian Pham       | Vereinigte Staaten     | 0.081.314        |
| 24 | 001.500       | H.O.R.S.E.                                     | 10. Juni 2015 | 00.772     | Arash Ghaneian       | Vereinigte Staaten     | 0.239.750        |
| 25 | 005.000       | No-Limit Hold’em 8-Handed                      | 10. Juni 2015 | 00.493     | Jeffrey Tomlinson    | Vereinigte Staaten     | 0.567.724        |
| 26 | 001.000       | Pot-Limit Omaha                                | 11. Juni 2015 | 01.293     | Aaron Wallace        | Vereinigte Staaten     | 0.226.985        |
| 27 | 010.000       | Seven Card Stud Championship                   | 11. Juni 2015 | 00.091     | Brian Hastings (2)   | Vereinigte Staaten     | 0.239.518        |
| 28 | 001.500       | Monster Stack No-Limit Hold’em                 | 12. Juni 2015 | 07.192     | Perry Shiao          | Vereinigte Staaten     | 1.286.942        |
| 29 | 010.000       | No-Limit 2-7 Draw Lowball Championship         | 13. Juni 2015 | 00.077     | Phil Galfond (2)     | Vereinigte Staaten     | 0.224.383        |
| 30 | 001.000       | No-Limit Hold’em                               | 13. Juni 2015 | 02.151     | Iván Lucá            | Argentinien            | 0.353.391        |
| 31 | 003.000       | Pot-Limit Omaha Hi-Lo 8 or Better              | 14. Juni 2015 | 00.480     | Jeff Madsen (4)      | Vereinigte Staaten     | 0.301.413        |
| 32 | 005.000       | No-Limit Hold’em 6-Handed                      | 15. Juni 2015 | 00.550     | Jason Mercier (3)    | Vereinigte Staaten     | 0.633.357        |
| 33 | 001.500       | Limit 2-7 Triple Draw Lowball                  | 15. Juni 2015 | 00.388     | Benny Glaser         | Vereinigtes Konigreich | 0.136.215        |
| 34 | 001.500       | Split Format Hold’em                           | 16. Juni 2015 | 00.873     | Andre Boyer (2)      | Kanada                 | 0.250.483        |
| 35 | 003.000       | H.O.R.S.E.                                     | 16. Juni 2015 | 00.376     | Daniel Idema (3)     | Kanada                 | 0.261.774        |
| 36 | 001.500       | Pot-Limit Omaha                                | 17. Juni 2015 | 00.978     | Corrie Wunstel       | Vereinigte Staaten     | 0.266.874        |
| 37 | 010.000       | No-Limit Hold’em 6-Handed Championship         | 17. Juni 2015 | 00.259     | Byron Kaverman       | Vereinigte Staaten     | 0.657.351        |
| 38 | 003.000       | No-Limit Hold’em                               | 18. Juni 2015 | 00.989     | Thiago Nishijima     | Brasilien              | 0.546.843        |
| 39 | 001.500       | Ten-Game Mix                                   | 18. Juni 2015 | 00.380     | Brian Hastings (3)   | Vereinigte Staaten     | 0.133.403        |
| 40 | 001.000       | Seniors No-Limit Hold’em Championship          | 19. Juni 2015 | 04.193     | Travis Baker         | Vereinigte Staaten     | 0.613.466        |
| 41 | 010.000       | Seven Card Stud Hi-Lo 8 or Better Championship | 19. Juni 2015 | 00.111     | Max Pescatori (4)    | Italien                | 0.292.158        |
| 42 | 001.500       | Extended Play No-Limit Hold’em                 | 20. Juni 2015 | 01.914     | Adrian Apmann        | Deutschland            | 0.478.102        |
| 43 | 001.000       | Super Seniors No-Limit Hold’em                 | 21. Juni 2015 | 01.533     | Jon Andlovec         | Vereinigte Staaten     | 0.262.220        |
| 44 | 050.000       | The Poker Player’s Championship                | 21. Juni 2015 | 00.084     | Mike Gorodinsky (2)  | Vereinigte Staaten     | 1.270.086        |
| 45 | 001.500       | No-Limit Hold’em                               | 22. Juni 2015 | 01.655     | Upeshka De Silva     | Vereinigte Staaten     | 0.424.577        |
| 46 | 003.000       | Pot-Limit Omaha 6-Handed                       | 22. Juni 2015 | 00.682     | Wassilij Firsau      | Belarus                | 0.437.575        |
| 47 | 002.500       | No-Limit Hold’em                               | 23. Juni 2015 | 01.244     | Matt O’Donnell       | Vereinigte Staaten     | 0.551.941        |
| 48 | 001.500       | Seven Card Stud                                | 23. Juni 2015 | 00.237     | Eli Elezra (3)       | Vereinigte Staaten     | 0.112.591        |
| 49 | 001.500       | Pot-Limit Omaha Hi-Lo 8 or Better              | 24. Juni 2015 | 00.815     | Young Ji             | Vereinigte Staaten     | 0.231.102        |
| 50 | 010.000       | Limit Hold’em Championship                     | 24. Juni 2015 | 00.117     | Ben Yu               | Vereinigte Staaten     | 0.291.456        |
| 51 | 003.000       | No-Limit Hold’em 6-Handed                      | 25. Juni 2015 | 01.043     | Justin Liberto       | Vereinigte Staaten     | 0.640.711        |
| 52 | 001.500       | Dealers Choice                                 | 25. Juni 2015 | 00.357     | Carol Fuchs          | Vereinigte Staaten     | 0.127.735        |
| 53 | 001.000       | Ladies No-Limit Hold’em Championship           | 26. Juni 2015 | 00.795     | Jacquelyn Scott      | Vereinigte Staaten     | 0.153.876        |
| 54 | 010.000       | Pot-Limit Omaha Championship                   | 26. Juni 2015 | 00.387     | Alexander Petersen   | Danemark               | 0.927.655        |
| 55 | 001.500       | Draftkings 50/50 No-Limit Hold’em              | 27. Juni 2015 | 01.123     | Brandon Wittmeyer    | Vereinigte Staaten     | 0.200.618        |
| 56 | 005.000       | Turbo No-Limit Hold’em                         | 27. Juni 2015 | 00.454     | Kevin MacPhee        | Vereinigte Staaten     | 0.490.800        |
| 57 | 001.000       | No-Limit Hold’em                               | 28. Juni 2015 | 02.497     | Takahiro Nakai       | Japan                  | 0.399.039        |
| 58 | 111.111       | High Roller for One Drop                       | 28. Juni 2015 | 00.135     | Jonathan Duhamel (2) | Kanada                 | 3.989.985        |
| 59 | 001.500       | No-Limit Hold’em                               | 29. Juni 2015 | 02.155     | Alex Lindop          | Vereinigtes Konigreich | 0.531.037        |
| 60 | 025.000       | High Roller Pot-Limit Omaha                    | 29. Juni 2015 | 00.175     | Anthony Zinno        | Vereinigte Staaten     | 1.122.196        |
| 61 | 001.111       | The Little One for One Drop                    | 30. Juni 2015 | 04.555     | Paul Höfer           | Deutschland            | 0.645.969        |
| 62 | 001.500       | Bounty No-Limit Hold’em                        | 1. Juli 2015  | 02.178     | Jack Duong           | Vereinigte Staaten     | 0.333.351        |
| 63 | 010.000       | H.O.R.S.E Championship                         | 1. Juli 2015  | 00.204     | Andrew Barber        | Vereinigte Staaten     | 0.517.766        |
| 64 | 001.000       | WSOP.com Online No-Limit Hold’em               | 2. Juli 2015  | 00.905     | Anthony Spinella     | Vereinigte Staaten     | 0.197.743        |
| 65 | 001.500       | Seven Card Stud Hi-Lo 8 or Better              | 2. Juli 2015  | 00.547     | Gerald Ringe         | Vereinigtes Konigreich | 0.180.943        |
| 66 | 000.777       | Lucky Sevens No-Limit Hold’em                  | 3. Juli 2015  | 04.422     | Connor Berkowitz     | Vereinigte Staaten     | 0.487.784        |
| 67 | 010.000       | Dealers Choice Championship                    | 3. Juli 2015  | 00.108     | Quinn Do (2)         | Vereinigte Staaten     | 0.319.792        |
| 68 | 010.000       | No-Limit Hold’em Main Event                    | 5. Juli 2015  | 06.420     | Joe McKeehen         | Vereinigte Staaten     | 7.683.346        |

### Main Event

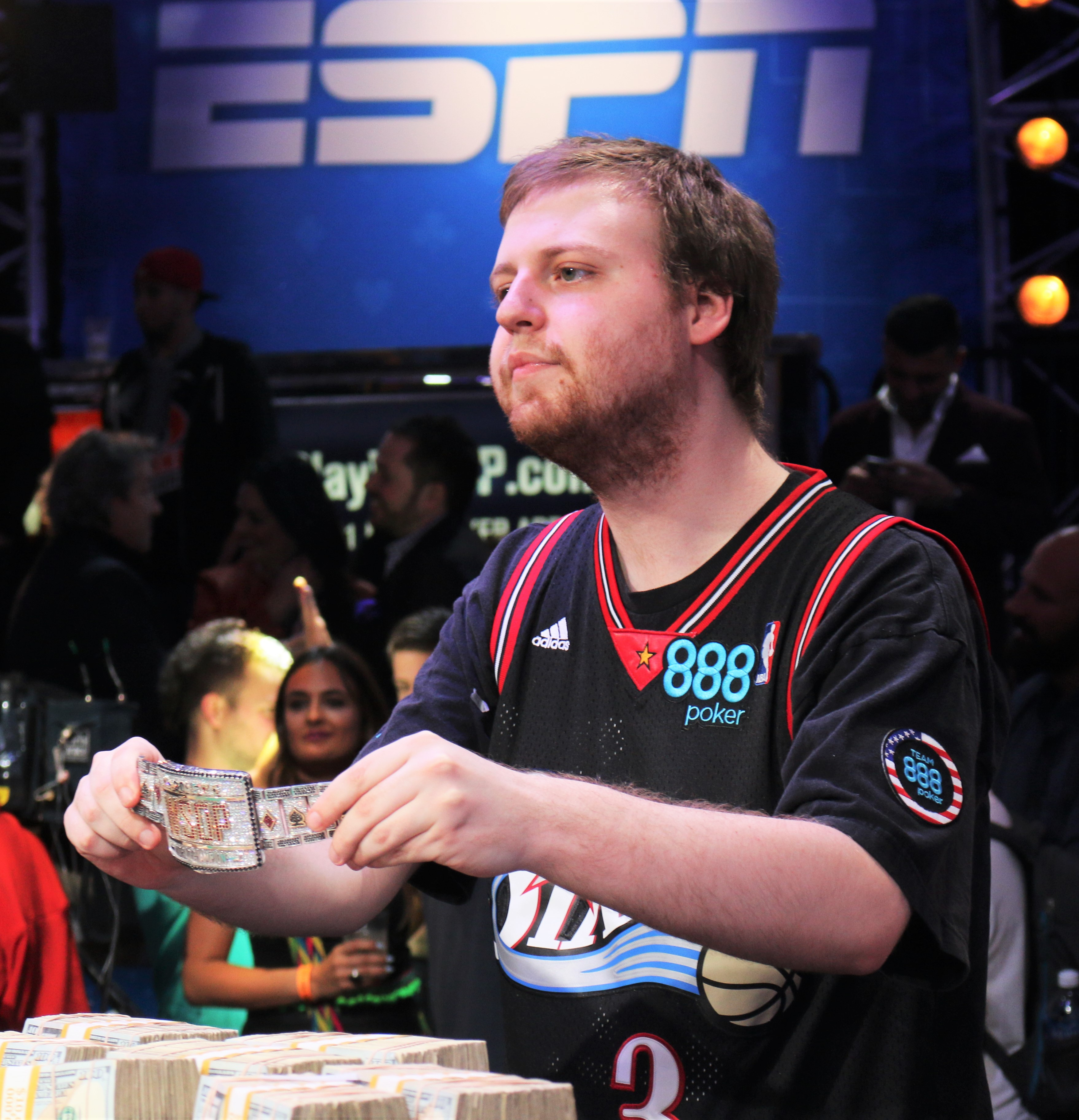
Joe McKeehen (2015)

Der Finaltisch wurde vom 8. bis 10. November 2015 gespielt. In der finalen Hand gewann McKeehen mit A♥ 10♦ gegen Beckley mit 4♦ 4♣.
| Platz | Herkunft           | Spieler            | Alter * | Preisgeld (in $) |
| ----- | ------------------ | ------------------ | ------- | ---------------- |
| 1     | Vereinigte Staaten | Joe McKeehen       | 24      | 7.683.346        |
| 2     | Vereinigte Staaten | Joshua Beckley     | 24      | 4.470.896        |
| 3     | Vereinigte Staaten | Neil Blumenfield   | 61      | 3.398.298        |
| 4     | Vereinigte Staaten | Max Steinberg      | 27      | 2.615.361        |
| 5     | Israel             | Zvi Stern          | 36      | 1.911.423        |
| 6     | Vereinigte Staaten | Thomas Cannuli     | 23      | 1.426.283        |
| 7     | Belgien            | Pierre Neuville    | 72      | 1.203.293        |
| 8     | Italien            | Federico Butteroni | 25      | 1.097.056        |
| 9     | Vereinigte Staaten | Patrick Chan       | 26      | 1.001.020        |

## Expansion
Vom 8. bis 24. Oktober 2015 wurde in der Spielbank Berlin die World Series of Poker Europe 2015 ausgetragen, bei der zehn Bracelets ausgespielt wurden.

## Player of the Year
Die Auszeichnung als Player of the Year erhielt der Spieler, der über alle Turniere hinweg die meisten Punkte sammelte. Von der Wertung waren nicht für alle Spieler zugängliche Turniere ausgenommen. Das Ranking beinhaltete auch die Turniere der World Series of Poker Europe. Sieger Mike Gorodinsky gewann ein Bracelet und erreichte insgesamt vier Finaltische und achtmal die Geldränge.
| Platz | Herkunft               | Spieler          | Punkte  |
| ----- | ---------------------- | ---------------- | ------- |
| 1     | Vereinigte Staaten     | Mike Gorodinsky  | 2251,81 |
| 2     | Vereinigte Staaten     | Brian Hastings   | 2122,53 |
| 3     | Vereinigte Staaten     | Shaun Deeb       | 2056,40 |
| 4     | Vereinigte Staaten     | Kevin MacPhee    | 2030,00 |
| 5     | Kanada                 | Jonathan Duhamel | 2019,67 |
| 6     | Vereinigte Staaten     | Anthony Zinno    | 1942,72 |
| 7     | Vereinigte Staaten     | Paul Volpe       | 1889,46 |
| 8     | Deutschland            | Ismael Bojang    | 1808,40 |
| 9     | Vereinigtes Konigreich | Stephen Chidwick | 1764,68 |
| 10    | Kanada                 | Mike Leah        | 1710,95 |